# فیلیپ انگ
فیلیپ انگ (متولد ۲۸ فوریه ۱۹۹۰ در سالزبورگ ) یک راننده مسابقه‌ای حرفه‌ای اتریشی و راننده تیم بی‌ام‌و موتوراسپورت است.